# Надежда Кореи
«Надежда Кореи» (кор. 한국의희망) — бывшая политическая партия в Республике Корее, фокусировавшаяся на научной политике, технократии и прагматизме. 

## История
Была основана парламентарием Ян Хян Чжа 28 июля 2023 года, которая была исключена из «Демократической партии» 15 июля за то, что она покрывала сексуальные домогательства в своём офисе. Сотрудница регионального офиса Ян в Кванджу пожаловалась на сексуальные домогательства со стороны двоюродного брата Ян Хян Чжи, который также работал там.
28 августа 2023 года партия была официально зарегистрирована в Национальной избирательной комиссии. Ожидалось, что партия примет участие в парламентских выборах 2024 года.. Однако 6 февраля 2024 года партия объединилась с «Партией новых реформ» для участия в парламентских выборах.